# The Yin-Yang Master
Série
The Yin-Yang Master 2
(2003)
Pour plus de détails, voir Fiche technique et Distribution.
The Yin-Yang Master (陰陽師 (Onmyōji)) est un film  d'action japonais réalisé par Yōjirō Takita et sorti en 2001.
Il raconte les exploits du célèbre onmyōji Abe no Seimei, qui rencontre et se lie d'amitié avec le noble de cour maladroit Minamoto no Hiromasa (en). Ensemble, ils protègent la capitale de Heian-kyō contre un onmyōji adverse, Dōson, qui complote secrètement la chute de l'empereur.
Une suite, Onmyōji 2, est sortie en 2003. Les deux films sont basés sur la série de romans Onmyōji de l'auteur Baku Yumemakura, qui a également inspiré une série de mangas de Reiko Okano.

## Synopsis
La période Heian (IXe-XIIe siècles) était une époque où les êtres humains et divers êtres surnaturels coexistaient encore les uns avec les autres, ces derniers causant parfois des problèmes aux humains. Les pratiquants de l'art de l'onmyōdō, les onmyōji, étaient considérés comme capables de contrôler et de maîtriser ces entités malveillantes et autres phénomènes paranormaux, et étaient donc tenus en haute estime, étant employés par la cour impériale.
À Heian-kyō (aujourd'hui le centre-ville de Kyoto), le noble Minamoto no Hiromasa (en) rencontre à la cour l'onmyōji Abe no Seimei, un homme mystérieux au sujet duquel de nombreuses rumeurs ont circulé. Lors d'un défi lancé par certains courtisans, Seimei démontre ses compétences exceptionnelles en onmyōdō en tuant un papillon sans le toucher.

## Fiche technique
- Titre : The Yin-Yang Master
- Titre original : Onmyōji
- Réalisation : Yōjirō Takita
- Scénario : Baku Yumemakura
- Photographie : Naoki Kayano
- Montage : Isao Tomita, Nobuko Tomita
- Musique : Shigeru Umebayashi
- Production :
- Sociétés de production :
- Direction artistique : Yoshitaka Amano
- Pays de production : Japon
- Langue originale : japonais
- Format : couleur
- Genre : action
- Durée : 112 minutes
- Dates de sortie[2] :
  - Japon : 6 octobre 2001

## Distribution
- Mansai Nomura : Abe no Seimei (安倍晴明)
- Hideaki Itō : Minamoto no Hiromasa (en) (源博雅)
- Eriko Imai : Mitsumushi (蜜虫)
- Hiroyuki Sanada : Dōson (道尊)
- Ittoku Kishibe : l'empereur (帝 Mikado)
- Ken'ichi Yajima : Fujiwara no Morosuke (藤原師輔)
- Akira Emoto : Fujiwara no Motokata (藤原元方 (ja)) : le ministre de la Droite (Udaijin) de l'empereur, qui, à l'instigation de Dōson, accuse faussement Seimei d'avoir maudit le prince Atsuhira nouveau-né (ce qui était en fait l'œuvre de Dōson). Le Motokata historique avait été un Dainagon sous Murakami[3]
- Sachiko Kokubu : Tōko (任子) : l'épouse de l'empereur et la fille de Morosuke qui lui donne le prince Atsuhira. Basé sur l'historique Fujiwara no Anshi (alias Yasuko)[3]
- Yui Natsukawa : Sukehime (祐姫[4]).
- Masato Hagiwara : Prince Sawara (早良親王 Sawara-shinnō)
- Hōka Kinoshita : l'empereur Kanmu (桓武天皇 Kanmu-tennō):
- Kyōko Koizumi : Aone (青音)
- Ken'ichi Ishii : Fujiwara no Kaneie (藤原兼家)
- Kenji Yamaki : Tachibana no Ukon (橘右近)
- Hitomi Tachihara : Ayako (綾子)
- Ni'ichi Shinhashi : Nagamasa (長正)
- Kenjirō Ishimaru : Kanmu's head onmyōji
- Masane Tsukayama : narrateur
- Mona Marshall : Suke Hime (voix)
- Kari Wahlgren : Aone (voix)

## Récompenses et distinctions
Le film a remporté plusieurs prix, notamment : 
- prix du film Mainichi 2002 : meilleur enregistrement sonore pour Osamu Onodera (ja) et Kiyoshi Kakizawa
- Japan Academy Prize 2002 : meilleur son pour Osamu Onodera et Kiyoshi Kakizawa[1].

- (en) The Yin-Yang Masteri: Awards, sur l'Internet Movie Database

## Voir également
- Tokyo: The Last Megalopolis (en), un film fantastique à succès qui, avec son roman source Teito Monogatari, est largement reconnu pour avoir déclenché le « boom onmyōji » dans la culture populaire japonaise[5].